# Trecchina
Trecchina község (comune) Olaszország Basilicata régiójában, Potenza megyében.

## Fekvése
A megye délnyugati részén fekszik. Határai: Maratea, Lauria, Rivello, Nemoli és Tortora.

## Története
A település eredetét illetően két elmélet létezik. Egyes szerint az i.e. 4 században alapították a rómaiak Terenziana néven, míg mások szerint Magna Graecia görög telepesei alapították Trakinie néven. Első írásos említése 1079-ből származik Triclina néven. A 11-12. században piemontiak telepedtek meg Trecchinában. A 19. század elején, amikor a Nápolyi Királyságban felszámolták a feudalizmust, önálló község lett.

## Népessége
A népesség számának alakulása:

## Főbb látnivalói
- Madonna del Soccorso-szentély
- San Michele Arcangelo-templom (16. század)
- San Michele-templom
- Madonna del Rosario-templom